# 신비아파트의 등장인물 목록
《신비아파트》의 등장인물을 소개한 문서다.

## 주연
- 신비 (102살) (성우: 조현정)
  - 신비아파트에 살던 평범한 도깨비. 미워할 수 없는 개구쟁이로, 하리와 두리에게 고스트볼을 선물해 귀신들을 퇴치할 수 있도록 도와준다.
- 금비 (약 600살) (성우: 양정화)
  - 시간의 도깨비 소녀. 발랄하고 꾸미길 좋아하는 성격이며, 의외로 착하고 순수한 편이다. 시간의 조작을 하는 능력이 있다.
- 주비 (100살) (성우: 김현지)
  - 하늘마루의 왕자. 고스트볼을 업그레이드를 시켜주었다. 콜라를 아주 좋아한다. 귀도 청이 하늘마루에 습격한 후 신비아파트에 살게 된 평범한 도깨비다.
- 구하리 (12살) (성우: 김영은)
  - 신비아파트 444호에 살고 있으며 신비와 계약을 해서 고스트볼을 사용해 귀신을 퇴치하는 용감한 폭군 소녀이다. 최강림의 여자친구이다.
- 구두리 (10살) (성우: 김채하)
  - 구하리의 남동생으로 고스트볼을 사용해 귀신을 퇴치하며 누나인 구하리와 달리 겁이 많지만 누나를 위해서라면 용기를 낸다.
- 최강림 (12살) (성우: 신용우)
  - 별빛 초등학교 인기남으로 신비주의 퇴마사 미소년이자 구하리의 남자친구이다.
- 김현우 (12살) (성우: 심규혁)
  - 하리와 같은 아파트에 사는 같은 반 친구. 퇴마사H라는 인터넷 페이지에서 의뢰를 받고 있다.[1]
- 이가은 (12살) (성우: 여민정)
  - 하리의 같은 반 친구이다. 차분한 성격을 가지고 있다. 전생에는 연금술사 파르켈의 딸 샤를리엔이었다. 이안의 여자친구.

## 조연

### 가족, 동료
- 구인남 (성우: 최재호)
  - 구하리와 구두리의 아버지. 직장을 잃고 백수로 지낸 아저씨다.
- 유지미 (성우: 이소은)
  - 구하리와 구두리의 어머니. 직업인 경찰이라서 동네 파출소에서 근무하고 있다. 평상시엔 친절하지만 화내면 무서운 성격이다.
- 류 (성우: 박선영)
  - 최강림의 어머니. 매우 뛰어난 실력을 가진 동양의 퇴마사다. 남편인 귀도 곤에 대한 성격을 반대하고 있었기에 매우 다정한 성격이다.
- 사라 (11살) (성우: 박시윤)
  - 가공의 퇴마 단체인 아이기스에 소속된 퇴마사 소녀로 리온을 짝사랑한다. 불꽃 회오리 웬투스, 불꽃 수레바퀴 카르펜덤, 불꽃새 포이닉스 등 불과 관련된 기술을 쓴다. 하리와 친구들에게 툴툴대고 도도한 성격이지만 친해지면 열정이 넘치고 즐거워한다.
  - 신비아파트 고스트볼 더블X: 9화에서 첫등장해 하리, 강림과 함께 웬디고를 무찌른다. 13화에서 다시 재등장해 강림, 리온, 하리, 구두리, 가은과 함께 오피키언을 무찌르기 위해 싸운다.
  - 신비아파트 고스트볼Z: 오프닝에서 거대화된 잭 오랜턴을 리온 레이몬드와 상대하는 것으로 등장한다. 10화에선 잭오랜턴에 불길이 싸인 하리를 구하기 위해 하리를 리온이에게 맡기고 잭오랜턴과 싸운다. 잭오랜턴이 리온이를 공격하려 하자 세피르 카드도 없이 단검으로만 공격해 물리치고 난 뒤에는 리온이와 함께 떠난다.
- 리온 레이몬드 / 카인 (12살) (성우: 김명준, 박이서 (어린 시절))
  - 아이기스의 퇴마사 미소년으로 구하리의 같은 반 친구이며 하리를 좋아한다. 그의 또 다른 인격은 카인이다.
- 이안 (1000살이상(외관 나이 12살)) (성우: 최승훈)
  - 가은이의 남자친구이자 뱀파이어의 왕이다.

### 아이기스
- 아니체토 (성우: 권혁수)
  - 아이기스의 대장.

### 귀도퇴마사
- 귀도 곤 (최곤) (최강림과 귀도 현의 아버지) (성우: 성완경)
  - 귀도퇴마사의 대장. 거칠고 엄격하지만 고스트볼에 대한 집착으로 사신에 맞설 힘을 가지고 있다. 실은 류의 남편이자 강림과 현의 아들.
- 귀도 염 (불의 귀도) (성우: 攷이우리)
  - 귀도퇴마사의 일족. 불같은 성격을 지니고 있고, 불을 다루며 싸운다.
- 귀도 강 (철의 귀도) (성우: 시영준)
  - 귀도퇴마사의 일족. 대장인 귀도 곤에게 충성을 다하는 우직한 성격으로, 철퇴를 지니고 있다.
- 귀도 현 (16살) (성우: 김장, 김율 (어린 시절))
  - 어둠의 퇴마사로, 엄청난 힘의 소유자이다. 구하리 주변을 돌아다니며 하리의 흑기사 역할을 하고있는 최강림의 양형. 사복검과 어둠의 고스트볼로 귀신을 퇴치한다.
- 귀도 청 (12살, 김청하) (성우: 채림)
  - 나무의 퇴마사로, 하리의 라이벌 미소녀이며 엄청난 도깨비볼을 사용하는 귀도퇴마사이다. 강림에게 잠시 접근 했다가 강림이 공격하자 부적을 들어 귀도 현을 보여준다. 그리고 주비의 오르를 강탈한 장본인이지만 나중에 강림의 영향으로 반성하고 주비에게 오르를 돌려준다.

## 주변 인물
- 김가령: 현우 엄마(1기 6화, 2기 6화, 3기 18화)
- 손수호: 가은 아빠(2기 9화, 4기 18화)
- 정유정: 가은 엄마(2기 9화, 4기 18화)
- 유영: 지예(3기 14~15, 18, 22~26화)
- 강새봄: 수진(3기 14~15, 18, 22~26화)
- 김도희: 정아(3기 14~15, 18, 22~26화)

## 그 외 등장인물

### 신비아파트: 고스트볼의 비밀
- 김새해: 민정(2화)
- 김신우: 담임 선생님(2, 5~6, 9, 12, 14화), 동료 경찰(18화)
- 정유정: 태연(2화), 세아(3화), 불사조(4화), 고양이(10화), 여자 아이(11화), 영환(15화)
- 김가령: 김애리(2화), 사랑(6화), 소영(7화), 미술 선생님(14화), 영지(15화)
- 이새벽: 민준(4화), 선미(7화), 유미(9화), 최우석(12화), 부녀 회장(13화), 남자 아이(16화)
- 김지율: 등산객(5화), 체육 선생님(14화), 강도(18화)
- 손수호: 사랑 아빠(6화)
- 한채언: 무용 선생님(7화)
- 소정환: 버스 기사(8화)
- 이호산: 김동진(12화)
- 황윤걸: 수위 아저씨(13화)
- 장호비: 노인(14화)
- 최문자: 할머니(15화)
- 임윤선: 종민 엄마(17화)
- 유강진: 신(23~24화)

### 신비아파트: 고스트볼X의 탄생
- 김가령: 남상우(1화), 서윤(2화), 찬우(7화), 주민 엄마(9화), 지수(10화)
- 이새벽: 정대식(1화), 주연 엄마(2화), 권석재(7화), 은우(8화), 나영(10화)
- 정유정: 박준재(1화), 주연(2화), 김민아(4화), 설아(5화), 주민 아이(9화), 옛날 도깨비(13화), 태현 엄마(14화)
- 김지율: 주연 아빠(2화), 송희찬(7화), 동찬(17화)
- 이자명: 김민아의 새엄마(4화)
- 이종혁: 원장(4화)
- 김보영: 이가은 엄마의 친구(9화)
- 사문영: 예지(10화), 연지 엄마(21화)
- 송준석: 도한(13화)
- 정혜원: 유하(13화)
- 강성우: 태우(14화), 가게 주인(15화), 형석(17화)
- 김다올: 태현(14화), 마트 남자(15화), 종인(17화), 포도 대장(20화)
- 박시윤: 지은(15화)
- 유영: 지은 엄마(15화), 백화점 여직원(16화), 유진(19화)
- 홍승효: 양반(15화), 민규(17화)
- 이상호: 하인(15화), 상윤(17화)
- 한신: 유태훈(17화)
- 김도희: 채홍(17화)
- 박리나: 구인애(19화)
- 신용우: 나무꾼(20화)
- 강새봄: 연지(21화)
- 김영찬: 연지 아빠(21화)
- 민응식: 진명(23화)
- 유해무: 대장 도깨비, 두억시니(23화)

### 신비아파트 고스트볼 더블X
- 박시윤: 로아(1화), 박하린(5, 14화), 김윤영(6화), 상훈 엄마(15화), 재현(19화), 봄이(22화), 김예신(24화), 형준(25화), 만식(크리스마스 특별편)
- 강새봄: 승제(1화), 김애리(5화), 용빈(7화), 지현(10화), 김남민(11화), 총무(12화), 희주(15화), 민종(16화), 태희(22화)
- 이새벽: 재율(2화)
- 최한: 재율 아빠(2화)
- 김서영: 재율 할머니(2화)
- 김도희: 재율 엄마(2화), 문회범(5화), 지우(6화), 재범(11화), 상훈(15화), 민종 엄마(16화), 세아(21화), 헌영(22화)
- 홍범기: 이유빈(3화)
- 유영: 이유빈 엄마(3화), 최시윤(4화), 동현(11화), 지은 엄마(12화), 준서(15화), 아줌마(16화), 미술 선생님(21화), 수연(22화)
- 강성우: 이유빈 아빠(3화), 김기헌(5화), 파르켈(10, 13화), 기자(12화), 앵커(14, 19화)
- 김영찬: 공장 사장(4화)
- 이상호: 정재형(5화), 건주(11화), 엔지니어(12화), 반장(14화), 버스 기사(19화), 동철(23화)
- 홍승효: 이일오(5화), 지형(8화), 준서 아빠(15화), 이장(19화), 재환(23화)
- 김다올: 조성주(5화), 이계훈(8화), 지은 아빠(12화), 아저씨(16화), 김재달(17화), 재현 아빠(19화), 세아 아빠(21화), 사회자(24화)
- 손수호: 병원장(12화)
- 정유정: 지은(12화)
- 임윤선: 요섭(14화)
- 김지율: 최우식(17화)
- 최준영: 한문 선생님(17화)
- 이계윤: 세아 엄마(21화)
- 김현심: 봄이 엄마(22화)
- 김신우: 희순(23화)
- 김새해: 정희(24화)
- 김보영: 아이돌 그룹 매니저(24화)
- 정혜옥: 송다운(25화)
- 이미자: 만식의 어머니(크리스마스 특별편)

### 신비아파트 고스트볼Z
- 채림: 지유(1화), 여학생(2화), 소율(3화), 주연(4화), 지환(5화), 채원(6화), 서준(10화), 오복이(14화), 5층 아내(16화), 펜션 주인(19화), 선(20화), 진서(22화)
- 이달래: 세정(1화), 윤수 엄마(2화), 김윤영(4화), 귀부인 인형(6화), 운전사(7화), 혜미(9화), 할머니(15화), 연주 엄마(16화), 상훈(17화), 보미(18화), 안내 방송 및 한결(22화)
- 유혜지: 도희(1화), 성준 엄마(2화), 미나(3화), 설아(4화), 두리 담임(5, 17화), 가위 인형(6화, 특별편), 보육원 선생님(13화), 아롱이(14화), 재민(15화), 연주(16화), 소녀(18화), 아이(20화)
- 박이서: 유라(1화), 양호 선생님(2화), 이현지(4화), 두리 짝꿍(5화), 채원 엄마(6화), 내비게이션(7화), 철루미(특별편), 피해자 부인(14화), 연수(15화), 이재욱(17화), 미미(18화), 상현(22화)
- 이우리: 선생님(1화), 소년(2화), 최규영(4~5, 16화), 박물관 직원(6화), 상준(9화), 관객 2(10화), 웨이터(11화), 진태(13화), 동물원장(14화), 5층 남편(16화), 의사(18화), 어부 2(19화), 승객 2(22화)
- 김동현: 윤수(2, 11화), 박수찬(4~5, 16화), 인디언 인형 2(6화), 관객 1(10화), 무전 소리(14화), 할아버지(15화), 조종당한 남자(18화), 해경(20화), 소방관 1(21화), 승객 1(22화)
- 김윤기: 연준(2, 4, 11, 16화), 주원(5화), 인디언 인형 1(6화), 경찰(7화), 수혁(13화), 후배 경찰(14화), 수룡(17화), 뱀파이어(18화), 소방관 2(21화), 구민찬(22화)
- 황동현: 담임 선생님(2, 4~5, 11화), 학교 경비(3화), 호두까기 인형(6화, 특별편), 홍길남(7화), 서준 아빠(10화), 가게 주인(14화), 6.25 전쟁 국군 병사(15화), 석재(16화), 늑대인간(18화), 어부 1(19화), 악귀(20화), 회사원(22화)
- 유영: 이도은(3화)
- 조현정: 민지(4화)
- 강새봄: 유정(6화)
- 김영찬: 유정 아빠(6화)
- 류점희: 은영(9화)
- 김나연: 은영 할머니(9화)
- 원호섭: 수의사(14화)
- 강성우: 지훈(18화: 늑대인간)
- 심승한: 귀신 방송(22화)
- 정유정: 철궁이(특별편)

### 신비아파트 고스트볼 ZERO
- 김동현: 소년(1화), 마을 어르신(7화), 수찬(14화), 축구부 코치(17화), 민구(18화), 블랑[2] 아파트 주민(19화), 부하(25~26화)
- 김윤기: 덕배(1화), 악귀(8화), 후배 경찰(9화), 우열(17화), 지훈[3](18화), 직장인(22화), 성국(24화), 경찰(25화), 부하(26화)
- 유혜지: 지원(1화), 이하영(3화), 한진서(5화), 정나현 친구(8화), 김여원(9, 25화), 정원(12화), 여자 아이(13화), 설아(15화), 어린 박세건(18화), 두리 담임(19, 23화), 밉상이(21~22화)
- 이달래: 효민 엄마(1화), 고윤미(3화), 현정(5화), 임승환(7화), 하늘 도깨비(10화), 민서(12화), 최지선(15화), 연지 엄마(16화), 재준(19화), 간호사(20화), 여직원(22화), 남준(23화), 기자(25화)
- 故 이우리: 성호(1화), 진웅(3화), 한진서 아빠 및 진희(5화), 청년 퇴마사(8화), 현장 간부(9화), 현룡(13, 15, 26화), 박세진(14화), 최진택(17화), 최찬호(18화), 마법사 석상(20화), 남자 친구(21화), 쌩쌩스키(22화), 학생(23화), 정환(24화), 앵커(25화)
- 황동현: 동건(1화), 사장(2화), 최민우 아빠(6화), 귀안정(7화), 노년 퇴마사(8화), 현장 소장(9화), 담임 선생님(10, 12화), 김용석(14화), 도서관 경비(15화), 연지 아빠(16화), 유성재(17화), 은성(18화), 블랑 아파트 관리 소장(19화), 전사 석상(20화), 남직원(22화), 산타(23화), 거대 부하(25~26화)
- 김보영: 효민(1화)
- 박이서: 사회자(2화), 안진희(3화), 한진서 엄마 및 선영(5화), 임승환 엄마(7화), 김여원 엄마(9, 25화), 이세현(12화), 경재(13, 23화), 김정연(15화), 수비수(17화), 영빈(19화), 여자 친구(21화)
- 채림: 해원(2화), 무용부 선생님(12화), 연지(16화), 어린 최찬호(18화), 영빈 엄마(19화), 정령(22화), 최지율(23화)
- 이계윤: 해원 엄마(2화)
- 임윤선: 정지호(3화)
- 한채언: 은서(3화)
- 한신: 남명일(4화)
- 엄상현: 최민우(6화)
- 방연지: 정나현(8화)
- 최한: 김여원 아빠(9화)
- 여윤미: 하연우(12화)
- 김보민: 김영주(15화)
- 곽윤상: 캠핑장 주인(16화)
- 강호철: 유한민(17화)
- 홍승효: 홍근(17화)
- 박민기: 박세건(18화)
- 강구한: 정환 아빠(24화)